# Natalia Kubaty
Natalia Gizela Kubaty (10 de noviembre de 1995) es una deportista polaca que compite en lucha libre. Ganó una medalla de bronce en el Campeonato Europeo de Lucha de 2022, en la categoría de 62 kg.

## Palmarés internacional
| Campeonato Europeo | Campeonato Europeo | Campeonato Europeo | Campeonato Europeo |
| Año                | Lugar              | Medalla            | Categoría          |
| ------------------ | ------------------ | ------------------ | ------------------ |
| 2022               | Budapest (Hungría) | Medalla de bronce  | 62 kg              |